# Kvaglund
Kvaglund er Esbjergs nordlige bydel, beliggende 5 km nordøst for Esbjerg Centrum. Indbyggertallet i Kvaglund Sogn er 4.059 (2014). Kvaglund ligger i Kvaglund Sogn og hører til Esbjerg Kommune. I bydelen findes Kvaglund Kirke, Kvaglundskolen.